# Паро (град)
Паро (на дзонгкха: སྤ་རོ་) е град и административен център на окръг Паро, Бутан. Разположен е в долината Паро, на около 22 km югозападно от столицата Тхимпху. Това е исторически град с много свещени места и исторически сгради, разпръснати из района. В града е разположено летище Паро, което е единственото международно летище на Бутан.

## История
Дзонгът Ринпунг, манастир-крепост, издигащ се над долината на Паро, има дълга история. Първоначално е построен манастир на мястото от Падма Самбхава в началото на 10 век, но едва през 1644 г. Нгаванг Намгял псотрява по-голям манастир на старите основи. В продължение на векове тази внушителна пететажна сграда служи като ефективна защита срещу многобройните нападения на тибетците.
Построен от камъни, вместо от глина, дзонга е наречен „Ринпунг“, което означава „купища скъпоценности“, но всичките му съкровища са унищожени при пожар през 1907 г. Само една тханка, позната като Тхонгдел е спасена. Дзонгът е построен отново след пожара. Днес в него зад стените му се съхранява колекция от свещени маски и костюми – някои от тях са на няколко века, а други са дарения. На хълма, извисяващ се над дзонга, стои древна наблюдателна кула, наречена Та Дзонг, която от 1967 г. насам е национален музей на Бутан.

## Архитектура
По протежение на главната улица има комплекс от традиционна архитектура с богато украсени сгради, приютяващи малки магазинчета институции и ресторанти. Дунгце Лакханг е храм от 15 век, разположен близо до новия мост в града. От него се вижда и замъка Угйен Перли. Наблизо се намира и старият мост на Ринпунг Дзонг.
На около 10 km от Паро е разположен известният Такцанг (Леговището на тигъра), който виси на скала на 700 m над долината на града. Това място е много свещено за бутанците, тъй като те вярват, че великият Гуру Ринпоче, бащата на бутанския будизъм, е дошъл тук на гърба на тигрица и е медитирал в пещерите. Изкачването до Леговището на тигъра отнема около 3 часа в една посока. От него се открива панорамна гледка към Паро. На 16 km през долината лежат руините на друг манастир-крепост, Друкел Дзонг, който е частично разрушен от пожар през 1951 г.

## Летище
Летището на Паро е определяно като едно от най-предизвикателните летища за кацане в света То има само една писта. Приближаващите самолети преминават над хималайски върхове, с височина от 5500 m, след което пистата, дълга 1980 m, представлява двойно предизвикателство, поради екстремно ниската плътност на въздуха. В резултат на този факт, само няколко пилота (8 към декември 2014 г.) в света са квалифицирани да приземяват търговски самолети тук. Всяка година на летището пристигат около 30 000 души.

## Галерия
- Улица в Паро
- Къща в града
- Магазини в Паро
- Монаси в Ринпунг дзонг
- Паро Такцанг
- Кийчу Лакханг
- Ринпунг дзонг